# Xambrê
Xambrê là một đô thị thuộc bang Paraná, Brasil. Đô thị này có diện tích 359,713 km², dân số năm 2007 là 5896 người, mật độ 13,4 người/km².